# Montreux III
Montreux III è un album dal vivo del musicista statunitense Bill Evans, pubblicato nel 1975.

## Tracce
1. Elsa (Earl Zindars) - 7:28
2. Milano (John Lewis) - 4:40
3. Venutian Rhythm Dance (Clive Stevens) - 4:27
4. Django (Lewis) - 6:08
5. Minha (All Mine) (Francis Hime) - 4:11
6. Driftin' (Dan Haerle) - 5:12
7. I Love You (Cole Porter) - 6:38
8. The Summer Knows (Alan Bergman, Marilyn Bergman, Michel Legrand) - 3:24

## Formazione
- Bill Evans – piano, piano elettrico
- Eddie Gómez – basso